# Shintarō Harada
Shintarō Harada (jap. 原田 慎太郎 Harada Shintarō; ur. 8 listopada 1980) – japoński piłkarz występujący na pozycji pomocnika.

## Kariera klubowa
Od 1999 roku występował w klubach Yokohama F. Marinos, Omiya Ardija, Tokushima Vortis, ALO's Hokuriku, Crystal Palace Baltimore, Pittsburgh Riverhounds, Dayton Dutch Lions, Yokohama FC Hong Kong i Colorado Springs Switchbacks.